# Initiative populaire « contre la publicité pour des produits qui engendrent la dépendance »
L'initiative populaire « Contre la publicité pour des produits qui engendrent la dépendance » est une initiative populaire suisse, rejetée par le peuple et les cantons le 18 février 1979.

## Contenu

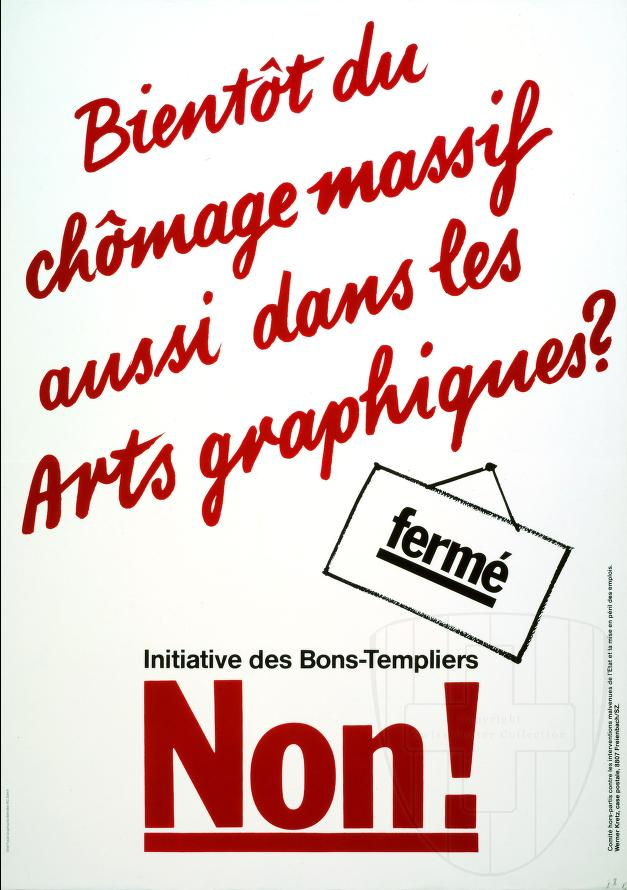
Affiche contre l'initiative (1979).

L'initiative propose d'ajouter un article 32quinquies à la Constitution fédérale interdisant toute publicité pour le tabac et les boissons alcoolisées.
Le texte complet de l'initiative peut être consulté sur le site de la Chancellerie fédérale.

## Déroulement

### Contexte historique
Alors que le gouvernement fédéral avait légiféré, depuis 1964 sur l'interdiction de la publicité pour le tabac à la radio et à la télévision, plusieurs mouvements réclament une interdiciton totale de cette forme de publicité dans le but de faire diminuer la consommation.
En déposant cette initiative, le mouvement jeunesse de l'Ordre indépendant des bons templiers (en) déclare vouloir protéger les adolescents et les jeunes adultes des dangers liés à l'alcool et à la fumée.

### Récolte des signatures et dépôt de l'initiative
La récolte des 100 000 signatures nécessaires a débuté le 14 septembre 1974. Le 10 avril 1976, l'initiative a été déposée à la chancellerie fédérale qui l'a déclarée valide le 7 mai.

### Discussions et recommandations des autorités
La campagne politique, qui oppose le Parti socialiste suisse les services sociaux et de prévention et les médecins au Parti radical-démocratique, à l'Union démocratique du centre et aux professionnels de la publicité, de la presse du vin et du tabac, porte principalement sur l'efficacité, en termes de diminution de la consommation, de l'interdiction de la publicité.
Le parlement et le Conseil fédéral recommandent tous deux le rejet de cette initiative. Dans son message aux Chambres fédérales, le gouvernement met en avant les coûts supplémentaires engendrés en cas d'approbation de l'initiative dans le domaine du contrôle et la difficulté liée à celui-ci, la baisse potentielle des recettes venant des impôts sur l'alcool et le tabac.
Tout en reconnaissant que le but principal de l'initiative va dans le sens désiré par les autorités, le Conseil fédéral juge l'interdiction de la publicité comme étant une mesure « unilatérale, disproportionnée et inadéquate ».

### Votation
Soumise à la votation le 18 février 1979, l'initiative est refusée par 20 5/2 cantons (soit tous à l'exception de Bâle-Ville et par 59,0 % des suffrages exprimés. Le tableau ci-dessous détaille les résultats par cantons pour ce vote :

## Effets
Souhaitant proposer une forme de contre-projet à cette initiative, le Conseil fédéral propose, en janvier 1979, une révision de la loi sur l'alcool mise en place en 1932, deux ans après l'acceptation populaire de l'arrêté fédéral modifiant les articles 31 et 32 de la Constitution fédérale sur le traitement de l'alcool. Cette version interdit « toute publicité agressive, suggestive, tendant à donner un certain prestige à la consommation de spiritueux » ainsi que toute publicité pour le tabac ou l'alcool dans les lieux où elle cherche à atteindre la jeunesse en particulier.
Dix ans après cette initiative, deux nouvelles propositions, connues sous le nom d'« initiatives jumelles », demandent à nouveau l'interdiction de la publicité directe et indirecte pour le tabac et l'alcool ; les deux initiatives,, tout comme le contre-projet présenté par le gouvernement fédéral, sont rejetés le 28 novembre 1993
En 2000, le canton de Genève adopte une loi interdisant les affiches de publicité pour le tabac visibles dans le domaine public. Après deux années de procédure, cette loi est confirmée par le Tribunal fédéral ; à la suite de cette décision, plusieurs autres cantons ont adopté des législations semblables.
En 2018, au vu de l'insuffisance du projet de loi sur les produits du tabac, une nouvelle initiative est lancée pour proposer une loi plus ambitieuse et davantage protectrice en matière de contrôle de la publicité. L'Initiative populaire « oui à la protection des enfants et des jeunes contre la publicité pour le tabac » est acceptée par peuple le 13 février 2022.